# Scheduler

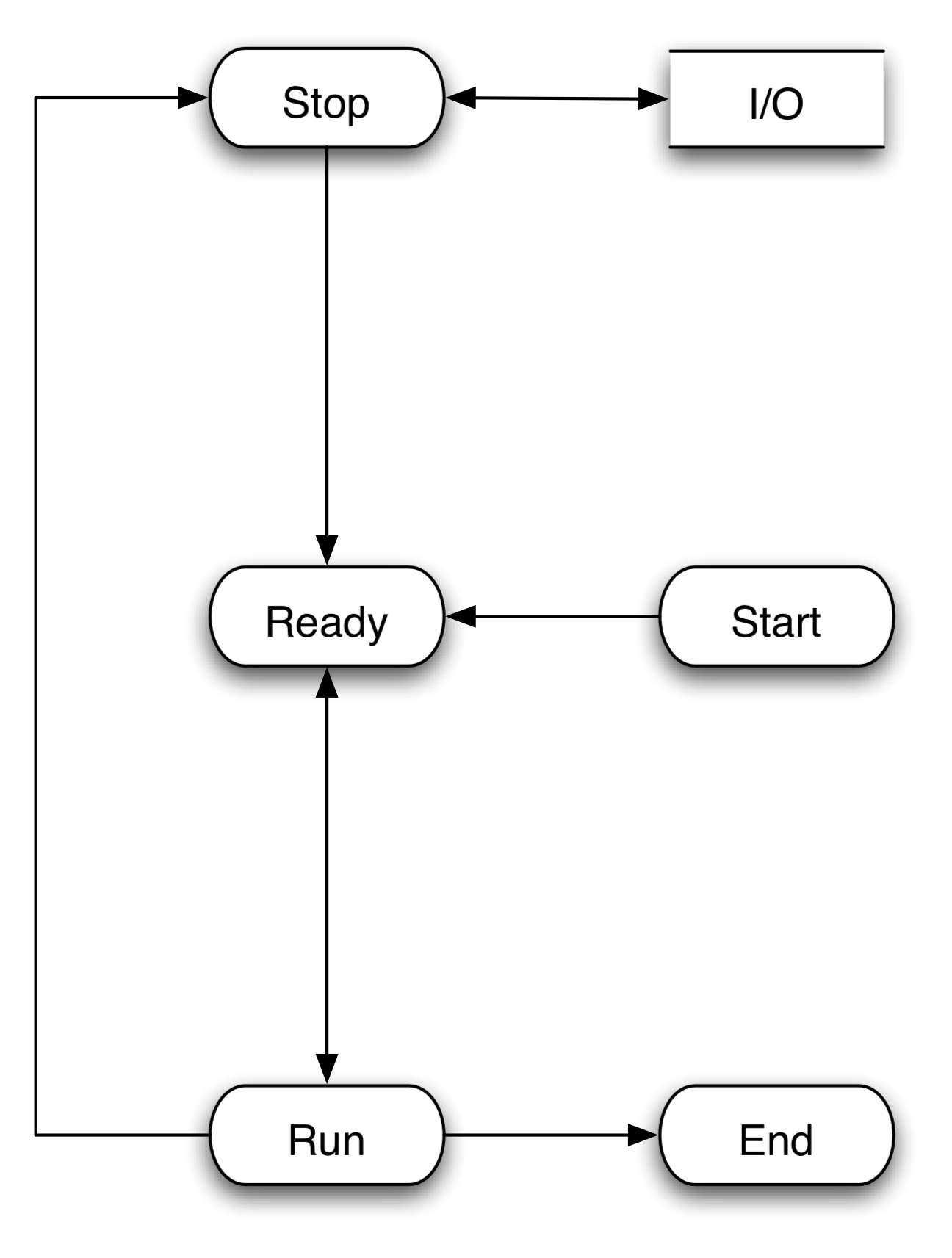
Schema di uno scheduler

Lo scheduler (in italiano pianificatore o gestore dei processi), in informatica, è un componente di un sistema operativo ovvero un programma che implementa un algoritmo di scheduling (in italiano algoritmo di pianificazione) il quale, dato un insieme di richieste di accesso ad una risorsa (tipicamente l'accesso al processore da parte di un processo da eseguire), stabilisce un ordinamento temporale per l'esecuzione di tali richieste, privilegiando quelle che rispettano determinati parametri secondo una certa politica di scheduling, in modo da ottimizzare l'accesso a tale risorsa e consentire così l'espletamento del servizio/istruzione o processo desiderato.
L'attenzione posta su alcuni parametri piuttosto che su altri differenzia la cosiddetta politica di scheduling all'interno della gestione dei processi dando vita a code di priorità: ad esempio lo scheduler può eseguire le richieste in base al loro ordine di arrivo (FIFO), oppure dare precedenza a quelle che impegnano per meno tempo la risorsa (SNPF); possono esistere politiche che si basano su principi statistici o sulla predizione per individuare un ordinamento delle richieste che si avvicini il più possibile a quello ottimale.

## Descrizione
Generalmente l'obiettivo dello scheduling è quello di:
- massimizzare il throughput, ovvero la produttività dell'intero sistema, minimizzando i tempi in cui la risorsa è inutilizzata;
- cercare l'ordinamento di richieste che minimizza il rapporto tra tempo di servizio (ovvero il tempo che una richiesta impiega per essere soddisfatta) e tempo di "turnaround" (il lasso di tempo che intercorre tra l'istante in cui la richiesta è generata e quello in cui la richiesta è soddisfatta);
- evitare fenomeni indesiderati come la starvation ovvero "l'attesa eterna" di alcune richieste, verificabile in determinate condizioni;
- dare all'utente del sistema la percezione che le richieste vengano soddisfatte contemporaneamente.

Esistono in realtà molti requisiti che possono essere presi in considerazione, dipendenti anche dal problema specifico che lo scheduler deve gestire: esistono scheduler che si occupano di suddividere il tempo di uso del processore da parte di un processo, scheduler che gestiscono richieste di lettura/scrittura da una periferica, anche gli algoritmi di sostituzione delle pagine della memoria sono da considerarsi scheduler.

### Schedulera breve termine del processore (dispatcher)
È un componente fondamentale dei sistemi operativi multiprocesso, e sicuramente l'esempio più diffuso e critico di scheduler. È in grado di far eseguire, al processore di un computer, attraverso l'omonima operazione di scheduling, più processi (task) concorrentemente attraverso varie politiche di scheduling. Esso rappresenta dunque il gestore del multitasking attraverso criteri di assegnazione delle risorse di memorizzazione/elaborazione ai vari processi, implementati a loro volta attraverso vari tipi di algoritmi di scheduling.
Generalmente infatti computer con un processore sono in grado di eseguire un processo per volta, quindi per poter far convivere più task è necessario usare uno scheduler. Nel dettaglio lo scheduler si occupa di far avanzare un processo interrompendone temporaneamente un altro, realizzando così una commutazione di contesto all'interno del ciclo del processore. Esistono vari algoritmi di scheduling che permettono di scegliere nella maniera più efficiente possibile quale task far proseguire: ad esempio il kernel linux nella versione 2.4 ha uno scheduler O(n), mentre dalla versione 2.6 ha un algoritmo di complessità O(1), ossia in grado di determinare in un tempo costante quale processo debba essere eseguito, indipendentemente dal numero di processi in attesa.
Ci sono vari modelli di schedulazione:
- Modello a macchina singola.
- Flow-shop (modello di Johnson).
- Algoritmo euristico di Campbell, Dudek e Smith.
- Job-shop.

### Schedulingdella CPU
Lo scheduling è un'operazione molto importante per il corretto ed efficiente funzionamento del calcolatore. Infatti non solo consente di eseguire più programmi concorrentemente, ma consente anche di migliorare l'utilizzo del processore. Ad esempio, quando è necessario eseguire un'operazione di I/O, il processore non può proseguire l'elaborazione del processo attualmente in esecuzione fino al completamento della stessa. Dato che le operazioni di I/O sono molto più lente del processore sarebbe un inutile spreco di risorse se il processore rimanesse bloccato fino al completamento delle stesse. Per evitare questo le operazioni di I/O vengono gestite unicamente dal Sistema operativo che, nel frattempo, assegna l'uso del processore ad un altro processo. In questo modo si massimizza l'uso delle risorse del sistema.
È importante la distinzione tra scheduling con diritto di prelazione (scheduling preemptive) e scheduling senza diritto di prelazione (scheduling non-preemptive o cooperative). Nel primo caso lo scheduler può sottrarre il possesso del processore al processo anche quando questo potrebbe proseguire nella propria esecuzione. Nel secondo caso, invece, lo scheduler deve attendere che il processo termini o che cambi il suo stato da quello di esecuzione a quello di attesa.
Esistono vari algoritmi di scheduling che tengono conto di varie esigenze e che possono essere più indicati in alcuni contesti piuttosto che in altri. La scelta dell'algoritmo da usare dipende da cinque principali criteri:
- Utilizzo del processore: la CPU (ovvero il processore) deve essere attiva il più possibile, ovvero devono essere ridotti al minimo i possibili tempi morti.
- Throughput: il numero di processi completati in una determinata quantità di tempo.
- Tempo di completamento: il tempo che intercorre tra la sottomissione di un processo ed il completamento della sua esecuzione.
- Tempo d'attesa: il tempo in cui un processo pronto per l'esecuzione rimane in attesa della CPU (waiting time).
- Tempo di risposta: il tempo che trascorre tra la sottomissione del processo e l'ottenimento della prima risposta.

Per analizzare gli algoritmi che verranno successivamente presentati verrà utilizzato il criterio del tempo d'attesa medio dei processi presi in considerazione.

#### Obiettivi delloscheduling
Un algoritmo di scheduling si pone i seguenti obiettivi:
- Fairness (equità): processi dello stesso tipo devono avere trattamenti simili
- Balance (bilanciamento): tutte le parti del sistema devono essere sfruttate

Inoltre bisogna effettuare un distinguo tra i sistemi batch e i sistemi interattivi. Nei primi il throughput deve essere massimizzato e il Tempo di Turnaround deve essere minimizzato. Nei secondi, i sistemi interattivi, il tempo di risposta deve essere il minimo possibile per dare l'idea di continuità all'utente e la proporzionalità deve essere rispettata, ossia il tempo di risposta deve essere proporzionale alla complessità dell'azione.

## Modello a macchina singola (modello di Karg e Thompson)
Passi dell'algoritmo:
1. Selezionare casualmente due job.
2. Selezionare un nuovo job e provare a disporlo nella sequenza corrente.
3. Per ogni posizione provata calcolare il set-up complessivo.
4. Allocare il job nella posizione che garantisce i più bassi tempi di set-up.
5. Se vi sono ancora job da allocare vai al passo 2, altrimenti termina.

### FCFS
L'algoritmo FCFS (First come, first served) è un tipo di algoritmo FIFO: esegue i processi nello stesso ordine in cui essi vengono sottomessi al sistema. Il primo processo ad essere eseguito è esattamente quello che per primo richiede l'uso della CPU. Quelli successivi vengono serviti non appena questo ha terminato la propria esecuzione, e così avviene successivamente per tutti gli altri posti in coda. Questo tipo di algoritmo è molto semplice da implementare ma solitamente è anche poco efficiente, almeno considerando il tempo medio d'attesa.
Infatti, prendiamo ad esempio la sottomissione nell'ordine dei seguenti processi con la seguente durata espressa in millisecondi:
- p1: 10
- p2: 4
- p3: 2

Verranno eseguiti nello stesso ordine: p1 → p2 → p3
Il processo p1 non attende nulla, perché entra immediatamente in esecuzione. Il processo p2 attende 10 millisecondi, e p3 14. Il tempo medio d'attesa quindi è (0+10+14)/3=8 millisecondi. Si ha allora un effetto convoglio, caratterizzato dal fatto che più processi brevi attendono la terminazione di un unico processo più corposo. Un risultato decisamente diverso da quello ottenibile, in forma teorica, dall'algoritmo ottimale SJF (Shortest Job First) pari a (0+2+6)/3=8/3 millisecondi solamente.
Tuttavia se i processi sono CPU-bound e lunghi, il FCFS rimane l'algoritmo migliore.

### RR
L'algoritmo di scheduling RR (round-robin) è un particolare algoritmo con prelazione (preemptive) che esegue i processi nell'ordine d'arrivo, come il FCFS, ma esegue la prelazione del processo in esecuzione, ponendolo alla fine della coda dei processi in attesa, qualora l'esecuzione duri più della "quantità di tempo" stabilita, e facendo proseguire l'esecuzione al successivo processo in attesa.
Ad esempio nell'ipotesi che vi siano i seguenti processi in coda con relativa durata in millisecondi, e la quantità di tempo stabilita di 20 ms:
- p1: 30
- p2: 15
- p3: 60
- p4: 45

Verranno eseguiti nel seguente ordine:
- p1 (interrotto dopo 20 ms, ne rimangono altri 10)
- p2 (termina la propria esecuzione perché dura meno di 20 ms)
- p3 (interrotto dopo 20 ms, ne rimangono altri 40)
- p4 (interrotto dopo 20 ms, ne rimangono altri 25)
- p1 (termina la propria esecuzione perché necessitava di meno di 20 ms)
- p3 (interrotto dopo 20 ms, ne rimangono altri 20)
- p4 (interrotto dopo 20 ms, ne rimangono altri 5)
- p3 (termina la propria esecuzione perché necessitava di esattamente 20 ms)
- p4 (termina la propria esecuzione)

Le prestazioni di quest'algoritmo sono dunque influenzate dal tempo medio d'attesa, sebbene consenta a tutti i processi di ottenere il controllo della CPU ed evita quindi il problema dell'attesa indefinita (starvation).
È inoltre da tenere in considerazione l'impatto dovuto ai frequenti context switch effettuati. È necessario quindi calcolare correttamente la durata ottimale della quantità di tempo per far sì che l'incidenza dei cambi di contesto sia abbastanza limitata, come anche i tempi di attesa. Si può stabilire che, per un funzionamento ottimale, le sequenze di operazioni di CPU dovrebbero essere più brevi della quantità di tempo stabilita in circa l'80% dei casi.
Interessante in questo caso il discorso della media, in quanto risulta molto più stabile di come appare nelle altre strategie. In questo caso, la media va calcolata sommando le 4 differenze tra istante finale di esecuzione del processo e relativo burst. Andando quindi a rappresentare graficamente l'andamento dei processi da p1 a p4, notiamo che p1 termina all'istante 85, p2 all'istante 35, p3 all'istante 145, p4 all'istante 150. Sommando le differenze avremo [(85-30)+(35-15)+(145-60)+(150-45)]/4. La media risultante è 66,25 ms (Tempo di attesa).

### SJF
Gli algoritmi SJF (shortest job first), possono essere sia non-preemptive (SNPF) sia preemptive (SRTF).
Non potendo conoscere il tempo per il quale il job occuperà il processore (per il problema della fermata), il sistema operativo utilizzerà i dati di precedenti elaborazioni. Per far ciò viene usata la formula:
{\displaystyle \tau _{n+1}=\alpha t_{n}+(1-\alpha )\tau _{n}}
Dove (0<=α<=1).
In particolare:
- {\displaystyle \alpha =0\Rightarrow \tau _{n+1}=\tau _{n}} (la storia recente non viene considerata)
- {\displaystyle \alpha =1\Rightarrow \tau _{n+1}=t_{n}} (conta solo l'ultimo valore reale del CPU burst)

#### SNPF
L'algoritmo SNPF (Shortest Next Process First) prevede che venga eseguito sempre il processo con il tempo di esecuzione più breve tra quelli in attesa. Prendiamo ad esempio che siano stati sottomessi contemporaneamente i seguenti processi, con la rispettiva durata di esecuzione in millisecondi:
- p1: 10
- p2: 2
- p3: 6
- p4: 4

I processi vengono eseguiti nel seguente ordine: p2 → p4 → p3 → p1
Non tenendo in considerazione il tempo necessario per il context switch, il processo p2 non attende nulla, perché entra subito in esecuzione, p4 attende 2 millisecondi, perché entra in esecuzione subito dopo p2, quindi p3 attende 6 millisecondi e p1 ne attende 12. Il tempo medio d'attesa è pari a (0+2+6+12)/4= 5 millisecondi.
Si può dimostrare che questo algoritmo è ottimale, in quanto consente di ottenere sempre il valore più basso di tempo d'attesa medio. Sfortunatamente non è possibile applicarlo, in quanto non è possibile conoscere anticipatamente quanto durerà l'esecuzione del processo. Tuttavia si può provare a predirlo, in quanto è probabile che sia simile ai precedenti.
Una tecnica comunemente usata è quella di utilizzare la media mobile esponenziale: {\displaystyle \tau _{n+1}=\alpha t_{n}+(1-\alpha )\tau _{n}} dove {\displaystyle \tau _{n}} è la stima dell'n-esima esecuzione del processo, {\displaystyle \tau _{n+1}} la stima attuale e {\displaystyle \alpha }∈{\displaystyle [0,1]} è il peso che deve essere assegnato al passato del processo e in genere per {\displaystyle \alpha =1/2} si ha una discreta approssimazione del comportamento del processo e un risultato accettabile.

#### SRTF
L'algoritmo SRTF (Shortest Remaining Time First) si differenzia per il fatto che, quando viene sottomesso un nuovo processo la cui durata è minore del tempo necessario al processo in esecuzione per portare a terminare la propria sessione, lo scheduler provvede ad effettuare un context switch e assegna l'uso della CPU al nuovo processo (prelazione - algoritmo preemptive). Il vantaggio è una gestione ottimale del tempo di attesa medio, in quanto processi dalla durata di esecuzione ridotta vengono eseguiti molto velocemente. Tra gli svantaggi potenziali, come avviene per l'SRT, vi è il fenomeno della starvation dei processi in quanto processi con tempi di esecuzione rimanenti lunghi potrebbero rimanere in attesa indefinitamente nel caso venissero continuamente aggiunti processi di durata rimanente inferiore.

#### HRRN
L'algoritmo HRRN (Higher Responsive Ratio Next) viene utilizzato per prevenire l'aging, ossia l'attesa eccessiva dei processi molto lunghi scavalcati da quelli più corti tramite SNPF e SRTF e si basa sul tempo di attesa di un processo utilizzando la formula {\displaystyle Ratio=(W+S)/S} dove {\displaystyle W} è il tempo di attesa e {\displaystyle S} il prossimo CPU-burst (consumo della CPU) stimato.

### Retroazione multilivello
Non potendo stimare con precisione il tempo di esecuzione di un processo nel momento in cui entrerà nel sistema, vi è la possibilità di stimare il tempo trascorso. Viene introdotto il concetto di retroazione secondo il quale si penalizzano i processi che hanno speso più tempo nel sistema. Lo scheduling a retroazione multilivello (o retroazione con code multiple, in inglese multilevel feedback queue) è uno scheduling basato su quanti di tempo ed utilizza un meccanismo di priorità dinamica. Quando un processo entra nel sistema gli viene assegnata una priorità secondo criteri prefissati e viene inserito in una coda con un quanto di tempo fissato. Se il processo che si trova in stato running finisce il suo quanto di tempo, viene spostato in una coda con un quanto di tempo più grande ma con una priorità minore.
Ogni coda è gestita attraverso l'algoritmo di round-robin, tutte tranne l'ultima che è servita tramite FCFS. In questo modo:
- si favoriscono i processi più corti;
- con alcuni accorgimenti è possibile evitare condizioni di starvation.

### FSS
L'algoritmo FSS (Fair share scheduling) raccoglie i processi in gruppi, così è possibile avere un controllo sulla distribuzione delle risorse computazionali più ampio.

## Scheduling nelle reti
Nell'ambito delle reti di telecomunicazioni in maniera molto simile al contesto informatico il termine "scheduling" indica il processo, messo in atto dallo scheduler in uscita ad un nodo di commutazione a pacchetto, per selezionare e assegnare secondo varie possibili classi di priorità il diritto di trasmissione alle varie possibili code (buffer) di pacchetti in situazione di congestione garantendo il rispetto dei parametri di qualità di servizio (QoS) da offrire all'utente per le varie tipologie di traffico in ingresso.